# 遠山資尹
遠山 資尹（とおやま すけただ、生没年不明）は、江戸時代末期（幕末）の旗本。官位は従五位下隠岐守。第37代京都西町奉行。

## 来歴
元治元年(1864年)禁裏附となり、慶応2年（1866年）10月より罷免された滝川元以の後任として京都西町奉行に就任、慶応3年6月解任され寄合となる。